# 巻原子力発電所
巻原子力発電所（まきげんしりょくはつでんしょ）は、東北電力が新潟県西蒲原郡巻町（現在の新潟市西蒲区）の角海浜（かくみはま）地区で計画していた原子力発電所である。

## 詳細
巻原子力発電所の構想が1969年6月3日に『新潟日報』で報道され、1971年5月にその計画が正式に発表された。
東北電力は2年後（1971年）、1982年の運転開始を目指す建設計画を正式発表した。建設予定地となっていた角海浜は、既に限界集落と化していたが、1971年には本計画に基づく集団離村が行われた。なお、計画の正式発表前から、東北電力は不動産企業の東北興産を通じて、遊園地用の名目で土地買収を行って、巻原子力発電所の建設予定地を確保していった。ただし、この買収は計画より遅れて、1983年9月に東北電力からの申し入れによって安全審査が中断する事態となった。
原子力発電所の誘致には、1977年12月に巻町議会が賛成し、巻町長の高野幹二が1980年12月に、新潟県知事の君健男が1981年11月に、それぞれ同意している。これを受けて、1982年に東北電力が同地区における沸騰水型軽水炉の設置許可を、通商産業省（現・経済産業省）に申請した(『巻原子力発電所原子炉設置許可申請』)。
一方で、町内では反対運動も起きた。アメリカ合衆国でのスリーマイル島原子力発電所事故（1979年）、ソビエト連邦でのチェルノブイリ原子力発電所事故（1986年）により、町民に原子力発電への不安が高まった。本音は原発推進派でも、町長選では反対派からも集票せざるを得ない状況であった。巻町では1995年2月5日には、計画の是非を問う自主管理住民投票が行われた。これは条例に基づく町役場による実施でなく、町民有志が設立した「巻原発・住民投票を実行する会」が取りまとめたもので、原発賛成474票に対して反対9854票であった。
この結果に危機感を抱いた東北電力は、原発予定地に残っていた町有地の売却を町に要請。計画凍結解除を掲げた佐藤莞爾町長が法的根拠が無いという理由で、町有地の売却に強行に踏み切ろうとした。町議会も臨時会で売却を決めようとしたが、反対派町民が座り込みで阻止した。

これに対して、同年4月の町議選で住民投票条例制定賛成派が過半数を獲得したうえ、10月28日にリコールを請求する署名活動が起こり、彼は解職される結果に至った。その後の町長選挙では、反対派で造り酒屋当主であった笹口孝明が当選して、原子力発電所計画の是非を問う、条例制定による日本で最初の住民投票が1996年8月4日に行われ、反対派が勝利した。
しかし、その後も議論は継続された。そこで、反対派の町長である笹口孝明は、1999年に彼の出身母体でもある「巻原発・住民投票を実行する会」の住民投票の結果を堅持する立場を堅持する会員等に、炉心建設予定地に近い町有地を随意契約で、町有地を巻町議会に諮ることなく、売却した。
この契約には、土地の処分を禁止する条項が盛り込まれており、原子力発電所計画の実行は事実上不可能な状況となった。これについて推進派町議員が、所有権移転登記の抹消を求めて訴訟を起こしたが、2003年には最高裁判所が本件の上告を受理せず、推進派の敗訴が確定した。
東北電力は、2003年（平成15年）12月24日に巻原子力発電所計画を撤回して、翌2004年2月5日に経済産業省へ原子炉設置許可申請を取り下げた。2004年（平成16年）12月25日には、巻原子力建設準備本部が廃止されている。

## 設備計画
敷地面積：約220.8万m2

### 1号機
- 原子炉：沸騰水型軽水炉（BWR）
- 定格電気出力：82.5万kW（計画）
- 着工：2006年度（計画）
- 運転開始：2012年度（計画）

## 経緯
- 1969年6月3日 ‐ 角海浜における原子力発電所計画の存在が『新潟日報』に報道される。
- 1971年5月 ‐ 巻原子力発電所計画が正式に発表される。
- 1982年1月25日 ‐ 沸騰水型軽水炉設置許可申請。
- 1983年9月26日 ‐ 敷地利用計画の見直しに伴う安全審査の中断。
- 1994年
  - 8月7日 ‐ 賛成派の佐藤莞爾が町長選挙に当選。
  - 10月19日 ‐ 巻原発・住民投票を実行する会が発足。
- 1995年
  - 2月5日 ‐ 計画の是非を問う自主管理投票で反対派が勝利。
  - 4月‐町議選で条例賛成派が過半数獲得。
  - 10月28日 ‐ 佐藤莞爾町長のリコールを請求する署名活動の開始。
  - 12月15日 ‐ 佐藤莞爾が町長辞任。
- 1996年
  - 1月21日 ‐ 反対派の笹口孝明が町長選挙に当選する。
  - 8月4日 ‐ 計画の是非を問う住民投票で反対派が勝利。
- 1999年8月 ‐ 笹口孝明町長が町有地を議会には諮らず反対派へ売却。
- 2003年
  - 12月18日 ‐ 推進派の町議等が所有権移転登記の抹消を求めた訴訟で最高裁判所が上告不受理とする
  - 12月24日 ‐ 東北電力が巻原子力発電所計画を撤回[9]。
- 2004年2月5日 ‐ 東北電力が原子炉設置許可申請の取下げ。